# The Midnight Express
The Midnight Express is een Amerikaanse stomme film uit 1924, onder regie van George W. Hill met in de hoofdrollen Elaine Hammerstein en William Haines. Destijds werd de film in Nederland uitgebracht onder de titel Gevecht in het seinhuis.

## Verhaal
Spoorwegeigenaar John Oakes (George Nichols) verstoot zijn zoon Jack (William Haines) omwille van zijn losbandig leven. Jack besluit zijn leven te beteren en neemt een baan aan op het rangeerterrein van het spoorwegstation. Hij doet het goed en wordt gepromoveerd, terwijl hij verliefd wordt op Mary Travers (Elaine Hammerstein), de dochter van de machinist van de "Midnight Express". Wanneer Jack per ongeluk de dood van een vriend veroorzaakt, vraagt hij om overplaatsing naar een klein station in de bergen. Op een avond duikt de ontsnapte gevangene Silent Bill Brachely (Pat Harmon) op om wraak te nemen op Jack omdat hij door diens toedoen in de gevangenis was beland. Er ontstaat een gevecht waarin Jack zich realiseert dat een op hol geslagen goederentrein op weg is naar een botsing met de Midnight Express. Jack slaat Bill bewusteloos en kan de goederentrein net op tijd laten ontsporen. Zo komt hij weer in de gunst van zijn vader en Mary.

## Rolverdeling
| Acteur             | Personage            |
| ------------------ | -------------------- |
| Elaine Hammerstein | Mary Travers         |
| William Haines     | Jack Oakes           |
| George Nichols     | John Oakes           |
| Lloyd Whitlock     | Joseph Davies        |
| Edwin B. Tilton    | James Travers        |
| Pat Harmon         | Silent Bill Brachely |
| Bertram Grassby    | Arthur Bleydon       |
| Phyllis Haver      | Jessie Sybil         |
| Roscoe Karns       | Switch Hogan         |
| Jack Richardson    | Detective Collins    |
| Noble Johnson      | Deputy Sheriff       |